# Thái Thịnh (nhạc sĩ)

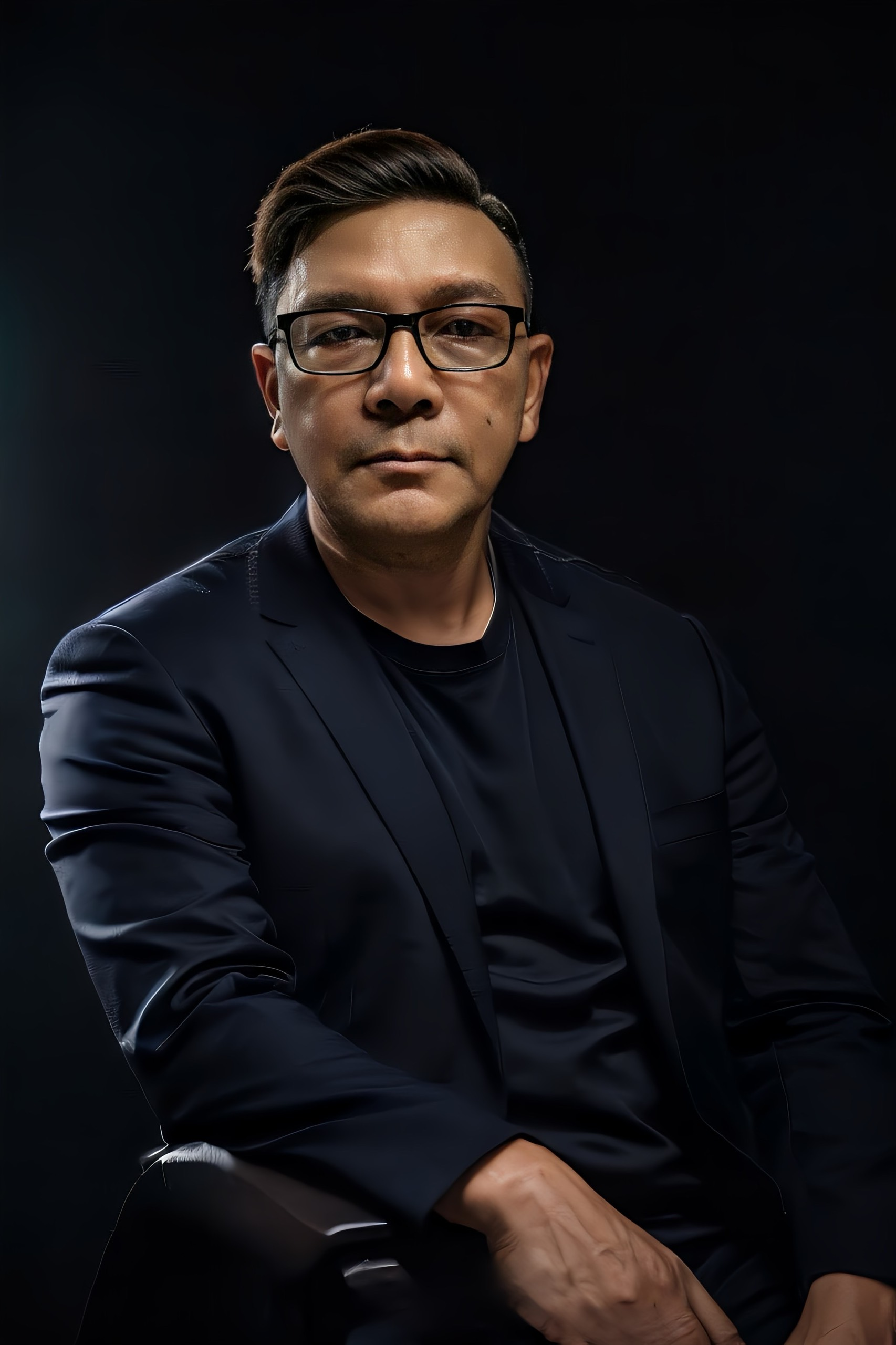
Nhạc Sĩ Thái Thịnh

Trần Quang Vinh (hay còn được biết đến với nghệ danh Thái Thịnh; sinh ngày 1 tháng 7 năm 1966 tại Biên Hòa), là một nhạc sĩ Việt Nam, nổi tiếng là một trong số những nhạc sĩ tiên phong trong thị trường nhạc trẻ từ thập niên 1990 đến nay. Ông là người đã sáng tác nên những ca khúc trữ tình nổi tiếng như "Duyên phận", "Nếu em được chọn lựa", "Để nhớ một thời ta đã yêu"... Đến năm 2006, ông đã công khai bản thân là người đồng tính, ông được xem là nhạc sĩ đầu tiên tại Việt Nam công khai bản thân việc này.

## Cuộc đời
Trần Quang Vinh sinh ngày 1 tháng 7 năm 1966 tại Biên Hòa. 

## Xuất thân & Sự nghiệp
Thuở nhỏ, Thái Thịnh được cho là có đam mê với âm nhạc, lúc này ông đã theo học tại trường Tư thục Thánh giá. Từ lúc 12 tuổi, ông đã tham gia vào các buổi ca đoàn của nhà thờ Thánh Gia. Sau đó, ông theo học nhạc cùng Đinh Thanh Liêm tại Trường Quốc gia Âm nhạc (nay là Nhạc viện Thành phố Hồ Chí Minh). Đến năm 1982, ông trở thành trưởng ca đoàn, sinh hoạt và sáng tác các bài thánh ca. Những năm sau đó, ông vẫn duy trì sinh hoạt trong nhà thờ và thành lập nên ban nhạc Hoa Nắng, gây dựng nên phong trào nhạc trẻ tại khu vực Biên Hòa. Ông cũng từng cộng tác với Đoàn ca múa nhạc Đồng Nai, Đài Phát thanh và Truyền hình Đồng Nai.
Sau đó, ông bắt đầu bước vào thị trường âm nhạc ở thành phố Hồ Chí Minh với ca khúc đầu tay là "Xa em" được thể hiện bởi ca sĩ Cẩm Ly. Sau khi cho ra đời những ca khúc như "Duyên phận", "Muộn màng",... ông đã chia sẻ: "Nhiều sáng tác không nhớ hết, nhưng tất cả đều dành cho một mối tình đồng tính đầu tiên rất đẹp của tôi". Ông cũng là nhạc sĩ đầu tiên tại Việt Nam công khai bản thân là người đồng tính trước báo chí. Ông đã từng có một thời gian định cư tại Hoa Kỳ sáng tác nhạc cho chương trình Paris by Night của Trung tâm Thúy Nga. Trong một lần Thái Thịnh chụp hình ở tiệm nails của gia đình, ông ghi đùa trên mạng là “mình có nghề mới”. Truyền thông ở Việt Nam đã nhầm lẫn đưa tin ông có tiệm nails. Đến cuối năm 2019, ông đã trở về Việt Nam để tham dự đêm nhạc "Để nhớ một thời ta đã yêu".

## Tác phẩm
Danh sách này không đầy đủ, bạn cũng có thể giúp mở rộng danh sách.

### Ca khúc
- Anh đã không yêu thật lòng
- Anh đón em về
- Anh mong chờ em
- Anh sẽ không đổi thay
- Anh vẫn yêu trong đợi chờ
- Bài hát cô đơn
- Bẽ bàng
- Belle (Notre Dame De Paris-Nàng)
- Biệt ly (Bài biệt ly cho em)
- Buổi chiều hôm ấy
- Bước qua đoạn buồn
- Chỉ một mình em thôi
- Chìm vào hư vô
- Cho một lần chia ly
- Chuyện tình đã xưa
- Con gái mau đổi thay
- Còn gì cho nhau
- Còn mãi mùa đông[3]
- Còn nguyên vết thương sâu
- Con tim anh đã đổi thay
- Còn trong kỷ niệm
- Cô gái quê
- Cố quên đến bao giờ
- Cơn đau cuối cùng
- Cuộc tình lầm lỗi
- Dấu yêu ơi
- Duyên phận (2007)
- Đã không còn hối tiếc[4]
- Đã trót yêu em
- Đánh mất niềm tin
- Đành như thế thôi
- Đau
- Để được tình yêu thứ tha
- Điệp khúc chủ nhật
- Để nhớ một thời ta đã yêu
- Đoạn tuyệt[5]
- Đêm chia tay
- Đêm tạ tình
- Đoản khúc cuối
- Đừng là một thoáng mê say[4]
- Đừng làm mình xa cách nhau
- Đừng thương tôi
- Đừng xa em nhé
- Em biết
- Em biết không nên vấn vương
- Em không hề khóc
- Em mong chờ anh
- Em vẫn yêu trong đợi chờ
- Em về trong mơ
- Em yêu xin đừng khóc
- Giấc mơ mồ côi
- Giờ thì anh đã biết
- Giới hạn nào cho chúng ta
- Giọt nước mắt muộn màng
- Hát mãi bài tình ca
- Hát vang câu yêu đời
- Hai chúng ta còn lại gì
- Hoa Quỳnh Anh
- Hối tiếc
- Hôm qua, hôm nay và mãi mãi
- Không phải em
- Lạc mất tuổi thơ
- Lạnh trọn đêm mưa
- Lãng quên từ đây
- Lần đầu tiên anh biết[3]
- Lần đầu yêu em
- Lênh đênh phận buồn (2016)
- Lo âu
- Lỗi lầm nơi em
- Lỡ một cuộc tình
- Mãi mãi không ân hận
- Mãi một mối tình đầu[4]
- Mẹ về thiên thu (sáng tác cùng Tùng Châu)
- Một ngày vắng em
- Mơ một tình yêu[4]
- Muộn màng
- Mưa rơi
- Nếu em buồn
- Nếu em còn nhớ
- Nếu em được chọn lựa
- Nếu lỡ có xa lìa nhau
- Nếu lúc trước em đừng tới
- Ngày đó ta yêu nhau
- Ngày mai em đi
- Ngày tình phôi pha
- Người cho em biết cô đơn[4]
- Người quên chốn cũ
- Nhật ký
- Như một giấc mơ tàn
- Như ta chưa từng có nhau
- Nỗi đau đầu đời
- Nỗi niềm mùa đông
- Nơi xưa anh chờ
- Người phụ tình tôi
- Phai dấu cuộc tình[3]
- Phải chi em biết
- Phụ tình không phải là tôi
- Phận má hồng
- Phút cuối (Xóa hết nợ nần)
- Phút giây mình chia tay
- Qua rồi cuộc vui
- Quay mặt bước đi
- Sao anh đành phụ em
- Sáo sang sông
- Sài Gòn chiều bơ vơ
- Sau một lần yêu
- Sẽ thế thôi
- Ta đã từng yêu
- Tâm sự
- Từ biệt một nỗi yêu thương
- Tan mối tình đầu
- Thà là quên đi
- Tháng năm vô tình
- Thật lòng phải nói xa em
- Thật tình anh không biết
- Thiên đàng hiu quạnh
- Thuyền xa bến xưa
- Thương tiếc (Love Theme from Romeo and Juliet)[3]
- Tiếc thương gì nữa
- Tiễn em về với người[4]
- Tình hoang vắng
- Tình là gì
- Tình tuyệt vọng
- Tình em mãi trao về anh
- Tình yêu còn xa
- Tình yêu thầm kín
- Tình yêu tìm thấy
- Trả lại cho nhau
- Trái tim còn trinh
- Từ biệt nhau đi
- Ước muốn
- Và em đã đến
- Vẫn như ngày ấu thơ
- Vậy là mình xa nhau
- Về làm chi nữa
- Về trong nỗi nhớ
- Xuân ước nguyện[4]
- Xin dành trọn cho em
- Xa em[6]
- Yêu em nhiều hơn
- Yêu em thật khó nói[4]
- Yêu em trọn đời
- Yêu em trong giấc mơ tàn

### Chương trình & Sản phẩm
- Lệ Quyên - Còn Trong Kỷ Niệm (2016)
- Thúy Nga Music Box #6: Lương Tùng Quang, Như Ý, Diễm Sương - Tình Ca Thái Thịnh (2020)
- Thúy Nga Music Box #47: Trịnh Lam, Lam Anh, Như Ý, Thái Thịnh - Tình Ca Thái Thịnh 2: Để Nhớ Một Thời Ta Đã Yêu (2021)

## Cuộc sống riêng
Năm 2006, Thái Thịnh công khai mình là người đồng tính. Ông được xem là nhạc sĩ đầu tiên ở Việt Nam công khai là người đồng tính trên báo. Năm 2007, Thái Thịnh định cư tại Mỹ và tiếp tục sáng tác những ca khúc mang âm hưởng trữ tình.